# Chromianka
Chromianka, mieszanina chromowa – mieszanina kwasu chromowego  ze stężonym kwasem siarkowym. Otrzymywana przez rozpuszczenie  dichromianu potasu lub sodu w kwasie siarkowym. Skuteczny środek czyszczący do szkła laboratoryjnego zabrudzonego substancjami organicznymi i innymi związkami podatnymi na utlenianie. Ma bardzo silne własności utleniające i była niegdyś masowo stosowana w laboratoriach do mycia szkła. Obecnie chromianka jest stosowana rzadko ze względu na kłopotliwą utylizację odpadów zawierających związki chromu, a związki organiczne usuwa się ze szkła zazwyczaj za pomocą kąpieli w ługach (takich jak stężone roztwory NaOH lub KOH; roztwór izopropanolanu potasu w izopropanolu). Stosowanie chromianki jest niezalecane do mycia probówek NMR-owskich, gdyż pozostałości paramagnetycznych związków chromu na ściankach są trudne do usunięcia i zakłócają wykonanie widma.
Chromianka jest silnie żrąca (zwłaszcza gorąca), a związki chromu na stopniu utlenienia +VI są rakotwórcze.